# Григорий (Яцковский)
Григо́рий (в миру Гаврии́л Улья́нович Яцко́вский; 13 [25] июля 1866, Польный Мукаров, Подольская губерния — 26 апреля 1932, Свердловск) — в 1925—1928 годы — глава «Григорианского раскола», до 1925 года — епископ Русской православной церкви, архиепископ Екатеринбургский и Ирбитский.

## Биография
Родился 13 июля 1866 года в селе Польный Мукаров (ныне — в Дунаевецком районе Хмельницкой области) в семье крестьянина.
В 1887 году окончил Подольскую духовную семинарию, был псаломщиком в Крестовоздвиженском храме и преподавателем церковно-приходской школы в селе Остапковцы Брацлавского уезда.
В мае 1888 года принят послушником в Киево-Печерскую лавру. 4 августа 1890 года пострижен в монашество, в том же году поступил в Киевскую духовную академию и 9 сентября рукоположен во иеродиакона. В 1894 году окончил академию со степенью кандидата богословия и 28 июня рукоположен во иеромонаха. 19 августа того же года был определён учителем Ардонское осетинское духовное училище.
C 1895 года — преподаватель церковной и библейской истории в Томской духовной семинарии.
C 1896 года — инспектор Иркутской духовной семинарии. Член епархиального училищного совета и Комиссии религиозно-нравственных чтений, цензор «Иркутских епархиальных ведомостей», участник Всероссийского съезда руководителей и учителей церковных школ в Нижнем Новгороде.
С 1897 года — ректор Томской духовной семинарии в сане архимандрита. С 1901 года — ректор Рязанской духовной семинарии. Вёл в ней воскресные религиозно-нравственные чтения и литературно-музыкальные вечера, председатель Братства свт. Василия
21 ноября 1908 года в Свято-Троицком соборе Александро-Невской лавры хиротонисан во епископа Козловского, викария Тамбовской епархии. Хиротонию возглавлял митрополит Санкт-Петербургский и Ладожский Антоний (Вадковский).
С 13 декабря 1912 года — епископ Бакинский, викарий Грузинской епархии.
Награждён орденами святой Анны II (1900) и I (1912) степени, святого Владимира IV (1905) и III (1909) степени.
В 1917 году председатель Закавказского церковного собора. Член Поместного Собора Православной Российской Церкви, участвовал в 1-2-й сессиях, член XVIII Отдела.
17 ноября 1917 года назначен епископом Екатеринбургским и Ирбитским, прибыл на кафедру в начале 1918 года. После занятия Екатеринбурга белогвардейскими войсками (конец июля 1918 года) благословил устраивать вечера скорби в память убитых священнослужителей (на некоторых присутствовал лично), собранные пожертвования передавали их семьям. . участник Сибирского соборного церковного совещания, кандидат в члены Высшего Временного Церковного Управления Сибири. 16 февраля 1919 года встречал в кафедральном соборе приехавшего в город А. В. Колчака. В 1922 году патриархом Тихоном возведён в сан архиепископа.
12 августа 1922 года арестован по обвинению в том, что во время гражданской войны «восстанавливал население против советской власти, используя религиозные демонстрации, церковные службы и речи». Также обвинён в поддержке участников «контрреволюционного заговора ген. А. П. Перхурова» в мае 1921 года и в сопротивлении изъятию церковных ценностей в 1922 году. Виновным себя не признал. 23 января 1923 года осуждён на 5 лет лишения свободы со строгой изоляцией. Отбывал наказание в екатеринбургской, с 12 мая 1923 года — во владимирской тюрьмах.
Постановлением Президиума ВЦИК от 21 июля 1925 года оставшийся срок лишения свободы признан условным. Выйдя на свободу, подписал акт о передаче полномочий Патриаршего местоблюстителя митрополиту Петру (Полянскому) от 12 апреля 1925 года.
После ареста митрополита Петра и вступления в управление Церковью Заместителя Патриаршего Местоблюстителя митрополита Сергия (Страгородского) 22 декабря 1925 года в московском Донском монастыре состоялось совещание 10 архиереев, подготовленных органами ОГПУ для нового раскола. Совещание постановило образовать Временный Высший Церковный Совет (ВВЦС) под председательством архиепископа Григория.
28 января 1926 года митрополит Сергий (Страгородский) писал епископу Стефану (Знамировскому), викарию архиепископа Григория: «Я предполагаю, указав на несостоятельность их оправданий и на нарушение ими правил Апост[ольских] 34, 35; Антиох[ийских] 13, 10, 11 и др. Объявить им: 1) что я предаю их суду церковному за нарушение указанных правил, угрожающих лишением сана; 2) что все их действия (рукоположения, назначения, награды и администрат[ивные] распоряжения, изданные ими с 9/22 декабря прошлого года учрежд[енным] ВЦС) объявляю недействительными; и 3) что в виде меры пресечения [налагаю на них] от лица всей православной иерархии запрещение в священнослужении. Конечно, при этом напомню, что запрещение висит над ними только до их раскаяния и отказа от своей самочинной затеи. Если не успею этого сделать я, сделает тот, кто меня на моём посту заменит».
29 января 1926 года митрополит Сергий наложил на Григория и всех архиереев, принявших участие в организации ВВЦС, запрещение в священнослужении и отстранил их от управления епархиями.
15 ноября 1926 года на григорианском «предсоборном съезде» возведён в «митрополиты Свердловские и Уральские».
21 января 1927 года архиепископ Григорий в свердловской тюрьме имел беседу с Патриаршим Местоблюстителем митрополитом Петром, в которой последний подтвердил, что Григорий находится под запрещением, и предупредил, что производимая им и его сторонниками смута не может быть терпима в Православной Церкви. Однако Григорий уже не мог сойти с выбранного пути.
18 ноября 1927 года переизбран председателем ВВЦС и возведён в сан митрополита.
На правах епархиального архиерея служил в кафедральном Александро-Невском соборе Свердловска, а после его закрытия — в кладбищенской Иоанно-Предтеченской церкви.
К 1932 году противостояние между председателем ВВЦС митрополитом Григорием и его заместителем митрополитом Виссарионом (Зорниным) достигло наивысшей точки. На весенний пленум ВВЦС 1932 года митрополит Григорий приготовил доклад о лишении сана митрополита Виссариона. Кроме многочисленных случаев превышения власти заместителя председателя ВВЦС, имелись случаи нарушения преосвященным Виссарионом канонических правил. С этим докладом митрополит Григорий предложил поехать архиепископу Челябинскому Петру (Холмогорцеву), однако тот под предлогом болезни отказался. Доклад все-таки попал в Москву, но оглашён там не был. 26 апреля 1932 года митрополит Григорий (Яцковский) скончался. В день смерти митрополита были арестованы его ближайшие сотрудники: протоиерей Вениамин Макушин и протоиерей Павел Подкорытов.
Скончался 26 апреля 1932 года в Свердловске вне общения с Патриаршей Церковью. Чин отпевания совершил григорианский архиепископ Челябинский Петр (Холмогорцев). Погребён в Екатеринбурге с правой стороны Иоанно-Предтеченской церкви. Смерть митрополита Григория послужила толчком к отходу от ВВЦС духовенства, главным образом в Свердловской епархии.

## Сочинения
- Речи пред панихидой по министре народного просвещения Н. П. Боголепове и пред молебном по случаю избавления от смертной опасности обер-прокурора Святейшего Синода К. П. Победоносцева. — Томск, 1901.
- Речь при наречении во епископа // Церковные ведомости. Приб. 1908. — № 48.
- Предложение епархиальному совету // Тобольские епархиальные ведомости. 1919. — № 7.
- Документы, относящиеся к образованию Высшего Временного Церковного Совета в Москве. — М., 1926.
- Второе послание архиепископа Григория Екатеринбургского, ныне Свердловского и Ирбитского, к пастырям и пасомым Екатеринбургской епархии. — Екатеринбург, 1926.
- Православный церковный календарь на 1927. Свердловск, 1927 (под ред.).
- Открытое письмо и телеграмма к митрополиту Сергию (Страгородскому) // Акты Святейшего Тихона, Патриарха Московского и всея России, позднейшие документы и переписка о каноническом преемстве высшей церковной власти, 1917—1943. Сб. в двух частях / Сост. М. Е. Губонин. М., 1994. — С. 428—429, 431.